# وییا ماریا
وییا ماریا (به اسپانیایی: Villa María) شهری در کشور آرژانتین، ایالت کوردوبا است که در سال ۲۰۰۹ میلادی، حدود ۸۸٬۶۴۳ نفر جمعیت داشته است.